# Miami Science Museum

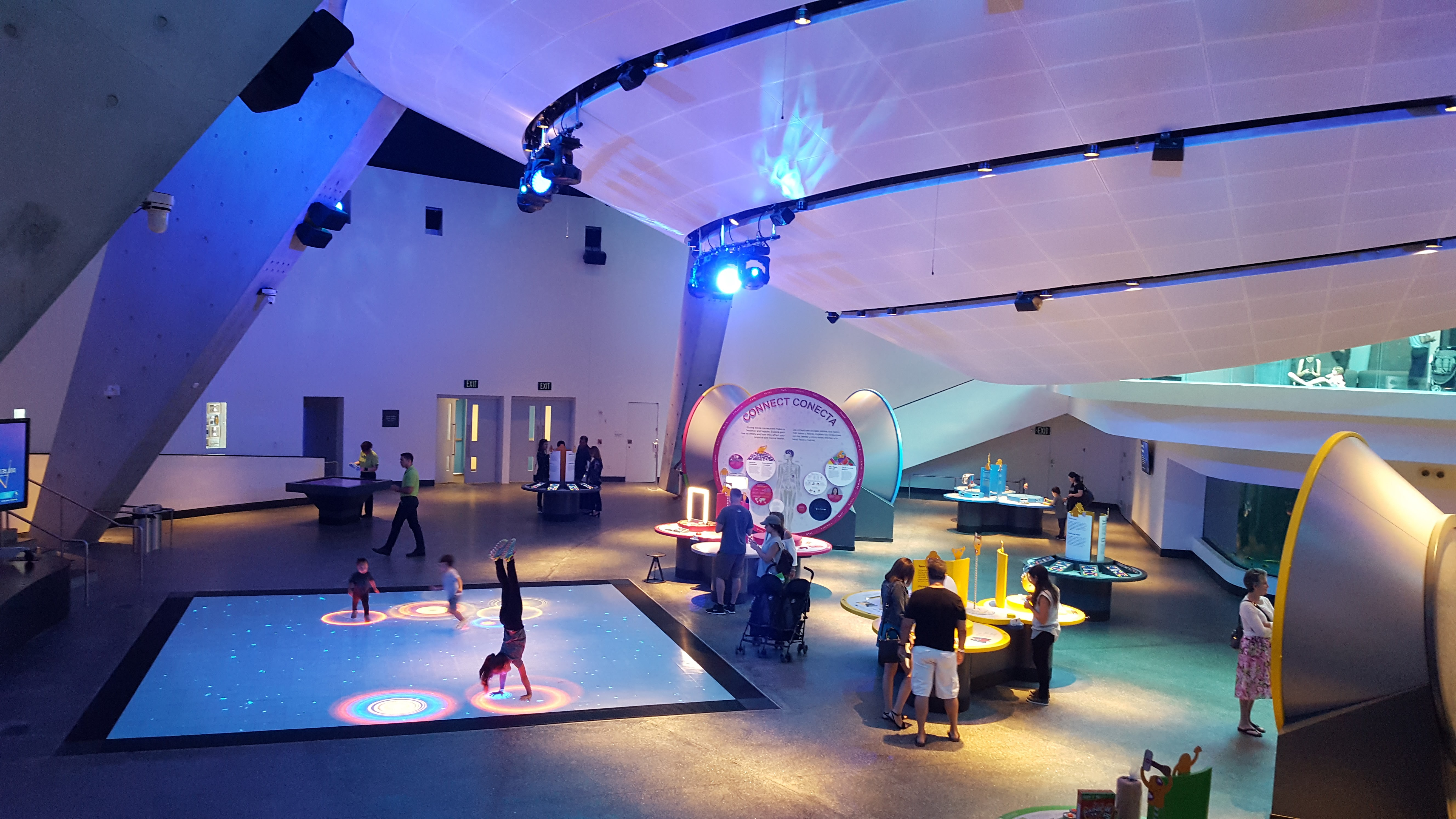
Interno del museo

Il Miami Science Museum (chiamato anche Phillip and Patricia Frost Museum of Science o abbreviato con l'acronimo di PPFMOS) è un museo scientifico situato a Miami, in Florida, negli Stati Uniti.
Originariamente situato a Coconut Grove, il museo è stato trasferito al Museum Park nel centro della città, adiacente al Perez Art Museum Miami nel 2017.

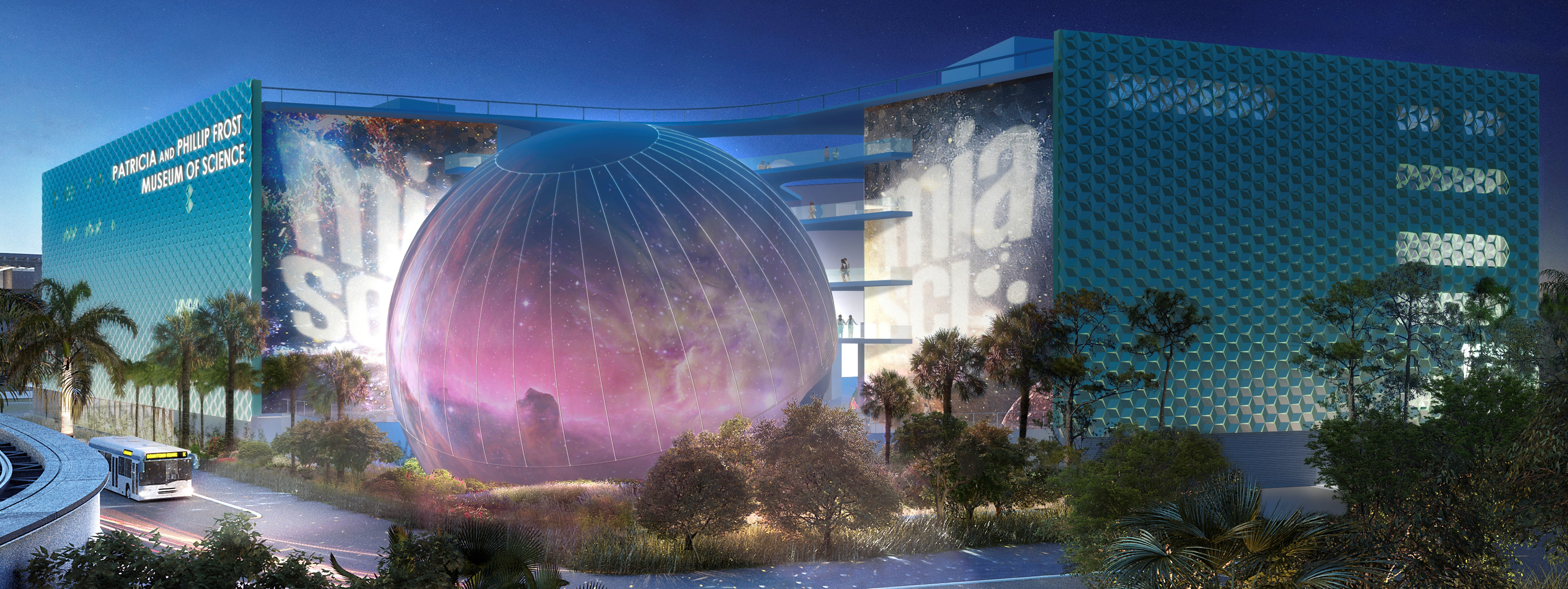
Sede dal 2017 del Miami Science Museum